# Mordellistenoda
Mordellistenoda es un género de escarabajos de la familia Mordellidae, que contiene las siguientes especies:
- Mordellistenoda atrilimbata Shiyake, 1997
- Mordellistenoda australiensis Ermisch, 1963
- Mordellistenoda donan Tsuru, 2004
- Mordellistenoda fukiensis Ermisch, 1941
- Mordellistenoda ismayi Batten, 1990
- Mordellistenoda melana Fan & Yang, 1995
- Mordellistenoda memnonia Shiyake, 1997
- Mordellistenoda nigricans Shiyake, 1997
- Mordellistenoda notialis Shiyake, 1997
- Mordellistenoda trapezoides Batten, 1990